# Bartosz Gościłowicz
Bartosz Gościłowicz (ur. 3 lipca 1984) – polski piłkarz ręczny występujący na pozycji rozgrywającego.

## Życiorys
Wychowanek Anilany Łódź. Z drużyną juniorów w 2002 roku zajął szóste miejsce w mistrzostwach Polski. Na początku 2003 roku został wcielony do seniorskiego zespołu. W jego barwach zadebiutował w ekstraklasie 8 lutego 2003 roku w przegranym 19:38 spotkaniu z Vive Kielce. W sezonie 2002/2003 spadł z łódzkim klubem z ligi. W 2004 roku przeszedł do pierwszoligowego Pabiksu Pabianice, a na początku 2006 roku zasilił szeregi Piotrkowianina Piotrków Trybunalski. W sezonie 2006/2007 rozegrał w barwach Piotrkowianina siedem meczów w ekstraklasie, w których zdobył trzy bramki. Następnie przeszedł do Viretu Zawiercie. Dla tego klubu w sezonie 2007/2008 rzucił 59 bramek w I lidze. Sezon 2008/2009 spędził na grze w Żagwi Dzierżoniów (66 bramek), a w sezonie 2009/2010 występował w Gwardii Opole (70 goli). W 2010 roku został zawodnikiem AZS UŁ PŁ Anilana Łódź, a po połączeniu tego klubu z ChKS Łódź został włączony do nowo powstałego AZS UŁ PŁ ChKS Łódź. W 2013 roku powrócił do Pabiksu Pabianice, zaś w 2017 roku został prezesem tego klubu.
Pracuje jako nauczyciel wychowania fizycznego w Zespole Szkół nr 2 im. Janusza Groszkowskiego w Pabianicach.